# Dalton (Pensilvânia)
Dalton é um distrito localizado no estado norte-americano de Pensilvânia, no Condado de Lackawanna.
- Segundo o censo norte-americano de 2000, a sua população era de 1294 habitantes.[1]  Em 2006, foi estimada uma população de 1229,[2] um decréscimo de 65 (-5.0%).
- É uma cidade muito fria, com a média de temperatura de -10ºc / 7ºc, com temperatura máxima registrada de 16ºc no verão de setembro de 2015.
- Tem como cidade gêmea, processo ocorrido pela Geminação de cidades, Nicholson (Pensilvânia)

## Geografia
De acordo com o United States Census Bureau tem uma área de
8,2 km², dos quais 8,0 km² cobertos por terra e 0,2 km² cobertos por água. Dalton localiza-se a aproximadamente 355 m acima do nível do mar.

## Localidades na vizinhança
O diagrama seguinte representa as localidades num raio de 12 km ao redor de Dalton.